# Staurogyne merguensis
Staurogyne merguensis är en akantusväxtart som först beskrevs av John Smith, och fick sitt nu gällande namn av Carl Ernst Otto Kuntze. Staurogyne merguensis ingår i släktet Staurogyne och familjen akantusväxter. Inga underarter finns listade i Catalogue of Life.